# Stipe Miočić
Stipe Miočić (Euclid, Ohio, 19. kolovoza 1982.) umirovljeni je američki borac mješovitih borilačkih vještina hrvatskog podrijetla, najveći teškaš u UFC-u svih vremena. Od 15. svibnja 2016. godine je prvak teške kategorije UFC-a. Postao je 20. siječnja 2018. godine prvi UFC-ov prvak u teškoj kategoriji koji je naslov obranio 3 puta i time postao najuspjesniji teškaš u povijesti MMA.
Visok je 193 cm, a raspon ruku mu je 203 cm. Nastupao je u teškoj kategoriji UFC-a.

## Životopis
Stipe Miočić rođen je u Euclidu, u američkoj državi Ohio, 1982. godine. Stipin otac, Bojan Miočić, rodom je iz Rtine u Zadarskoj županiji, dok je Stipina majka, Kathy, rodom iz Cetingrada u Karlovačkoj županiji. Stipe je rođak hrvatske kvizaške legende Mirka Miočića, s kojim se je prvi put uživo upoznao 2014. godine. Stipin djed i Mirkova majka prvi su rođaci.
Stipe Miočić natjecao se u nekoliko športova na sveučilištu: bejzbolu, američkom nogometu i hrvanju, u kojima je bio uspješan u američkoj sveučilišnoj konkurenciji.
Godine 2025. dobio je hrvatsko državljanstvo.

## Karijera mješovitih borilačkih vještina
Kao bivši prvak Golden Glovesa i NCAA prvak u hrvanju, Miočić je pobijedio svoje prve MMA borbe nokautom. Onda se borio za NAAFS teškaški naslov gdje je pobijedio Bobbyja Brentsa predajom nakon par jakih low kickova.

## UFC
Dana 14. lipnja 2011. godine potvrđeno je Miočićevo potpisivanje ugovora na više borbi s danas ponajboljom svjetskom MMA promidžbom, UFC (Ultimate Fighting Championship).
Debitirao je u UFC-u protiv Joeyja Beltrana 8. listopada 2011. godine na UFC-u 136 gdje je pobijedio jednoglasnom sudačkom odlukom (29:28, 30:27, 29:28).
Miočić se borio s Philipom De Friesom 15. veljače 2012. godine na UFC on Fuel TV: Sanchez vs. Ellenberger. Miočić je pobijedio nokautom u prvoj rundi i dobio bonus za Nokaut večeri.
Miočić se borio sa Shaneom del Rosariom na UFC-u 146, 26. travnja 2012. godine. Miočić je pobijedio tehničkim nokautom (udarcima laktovima) u drugoj rundi.
Miočić se borio sa Stefanom Struveom na UFC on Fuel TV: Struve vs. Miocic, 29. rujna 2012. godine. Miočić je izgubio tehničkim nokautom u drugoj rundi. Njihova je borba dobila bonus za Borbu večeri.
Trebao se boriti s veteranom Soaom Paleleiom, ali se na kraju borio s Royom Nelsonom 15. lipnja 2013. godine na UFC-u 161 gdje je pobijedio jednoglasnom sudačkom odlukom (30:27, 30:27, 30:27).
Borio se s Gabrielom Gonzagom 25. siječnja 2014. godine na UFC on Fox 10 gdje je također pobijedio jednoglasnom sudačkom odlukom (30:27, 30:27, 29:28).
Trebao se boriti s Juniorom dos Santosom 24. travnja 2014. godine na UFC-u 173, ali je borba premještena na Ultimate Fighter Brazil 3 Finale. Dos Santos je otkazao borbu zbog ozljede ruke i bio je zamijenjen s Fabijom Maldonadom. Miočić je pobijedio tehničkim nokautom nakon 35 sekundi borbe i dobio bonus za Nastup večeri.
Borba s Juniorom dos Santosom je bila glavna borba na UFC on Fox 13, 13. prosinca 2014. godine. Miočić je nakon atraktivne borbe izgubio jednoglasnom sudačkom odlukom (47:48, 46:49, 46:49). Njihova je borba dobila bonus za Borbu večeri.
Miočić se borio s Markom Huntom 10. svibnja 2015. godine na UFC Fight Night 65. Miočić je pobijedio tehničkim nokautom u petoj rundi.
Miočić je 3. siječnja 2016. godine na UFC-u 195 pobijedio Andreja Arlovskog tehničkim nokautom u prvoj rundi, nakon čega je dobio šansu izazvati UFC prvaka u teškoj kategoriji Fabricija Werduma. Miočić je dobio bonus za Nastup večeri.
Na UFC-u 198 Miočić je nokautirao Fabricija Werduma u prvoj rundi i postao novi prvak u teškoj kategoriji i ujedino drugi borac hrvatskog podrijetla koji se okrunio naslovom prvaka u UFC-u. Prije njega to je uspjelo Patu Miletichu u velter kategoriji. Miočić je dobio bonus za Nastup večeri.
Na UFC-u 203 Miočić je obranio naslov prvaka od Alistaira Overeema nokautom u prvoj rundi. Njihova je borba dobila bonus za Borbu večeri.
Na UFC-u 211 Miočić se po drugi puta borio protiv Juniora dos Santosa. Miočić je pobijedio tehničkim nokautom u prvoj rundi i obranio naslov prvaka. Miočić je dobio bonus za Nastup večeri.
Na UFC-u 220 Miočić je postao prvi borac teške kategorije UFC-a koji je triput uzastupno obranio naslov prvaka. To je učinio jednoglasnom sudačkom odlukom (50:44, 50:44, 50:44), iscrpljujući vrlo snažnog i sedam kilograma težeg Kamerunca Francisa Ngannoua vještim taktiziranjem. Time je postao najbolji teškaš u povijesti UFC-a. Na pobjedi su mu čestitale brojne zvijezde UFC-a (Junior dos Santos, Tony Ferguson i dr.), kao i hrvatska predsjednica Kolinda Grabar-Kitarović i predsjednik Vlade Andrej Plenković u ime Vlade i osobno.

Zanimljivo je kako se u najavama meča velika prednost davala Ngannouu, neki su ga čak i unaprijed proglasili prvakom. I sam Kamerunac je na susretu s novinarima nakon borbe priznao kako je podcijelnio Miočića i "naučio lekciju" izjavivši:
»Napravio sam pogrešku i podcijenio Stipu, naučio sam više večeras nego u posljednje četiri godine.«

O podcjenjivanju Stipe uoči borbe oglasio se i njegov otac Bojan Miočić:
»Nikad nijedan prvak nije bio ovoliko podcijenjen kao moj Stipe. Nikad kladionice i fanovi, ali ni čelni ljudi UFC-a nisu toliko podcjenjivali prvaka, a precjenjivali izazivača do mjere da su prvaka učinili autsajderom. No takav vam je Dana White i meni se čini da oni vole bajkovite priče koje idu uz Ngannoua, a možda i žele imati tamnoputog prvaka.«
Nakon borbe, predsjednik UFC-a Dana White je u depresivnom raspoloženju čestitao Stipi, jer je navijao za Kamerunca, kojega je UFC cijelo vrijeme "gurao" i unaprijed proglašavao pobjednikom. Zanimljivo je i kako je Stipe nakon borbe odbio da mu White (kao predjsednik UFC-a) stavi pojas prvaka, već je to prepustio svome treneru Marcusu Marinelliju.
Na UFC-u 226 Miočić je izgubio naslov prvaka od Daniela Cormiera nokautom u prvoj rundi, premda je do tog trenutka dominirao. Suborci su primijetili da se nije trebao boriti u večeri kad mu se trebala roditi kći jer time nije bio u potpunosti mislima u borbi. Zanimljivost je da je tu borbu skoro otkazao dva tjedna prije, zbog prevelikog uzbuđenja kad je gledao utakmicu hrvatske nogometne reprezentacije na svjetskom prvenstvu u Rusiji, kad je u napetici u kojoj je prijetilo da Hrvatska po treći put ispadne u samom kraju pobijedila Dansku. Miočić je tada izjavio kako je mislio kako će dobiti srčani i da je namjeravao zvati menadžera neka odgodi borbu.
Miočić je vratio naslov prvaka 13 mjeseci poslije te borbe pobijedivši Cormiera u uzvratu, 18. kolovoza 2019. godine na UFC-u 241, tehničkim nokautom u četvrtoj rundi. Za svoju izvedbu je zaradio deveti bonus u karijeri.
Na UFC-u 252 Miočić se po treći puta borio protiv Daniela Cormiera. UFC predsjednik Dana White je razmatrao da će borba između Miočića i Cormiera odlučiti tko je najbolji MMA teškaš svih vremena. Miočić je pobijedio Cormiera jednoglasnom sudačkom odlukom (49:46, 49:46, 48:47) i obranio naslov prvaka.
Na UFC-u 260 Miočić se po drugi puta borio protiv Francisa Ngannoua. Miočić je izgubio nokautom u drugoj rundi i izgubio naslov prvaka.
Na UFC-u 309 Miočić se borio protiv Jona Jonesa za naslov UFC prvaka u teškoj kategoriji. Miočić je izgubio tehničkim nokautom u trećoj rundi.

## MMA Borbe
| 20 Pobjeda (15 nokautom, 5 odlukom sudaca), 5 Poraza (4 nokautom, 1 odlukom sudaca) |        |                   |                                                         |                                                           |                     |       |         |
| Rezultat                                                                            | Rekord | Protivnik         | Način                                                   | Događaj                                                   | Datum               | Runda | Vrijeme |
| Poraz                                                                               | 20-5-0 | Jon Jones         | tehnički nokaut (udarac petom iz okreta i udarci šakom) | UFC 309                                                   | 16. studenoga 2024. | 3     | 4:29    |
| Poraz                                                                               | 20-4-0 | Francis Ngannou   | nokaut (udarac šakom)                                   | UFC 260                                                   | 27. ožujka 2021.    | 2     | 0:52    |
| Pobjeda                                                                             | 20-3-0 | Daniel Cormier    | sudačka odluka (jednoglasna)                            | UFC 252                                                   | 15. kolovoza 2020.  | 5     | 5:00    |
| Pobjeda                                                                             | 19-3-0 | Daniel Cormier    | tehnički nokaut (udarci šakama)                         | UFC 241                                                   | 17. kolovoza 2019.  | 4     | 4:09    |
| Poraz                                                                               | 18-3-0 | Daniel Cormier    | nokaut (udarci šakama)                                  | UFC 226                                                   | 7. srpnja 2018.     | 1     | 4:33    |
| Pobjeda                                                                             | 18-2-0 | Francis Ngannou   | sudačka odluka (jednoglasna)                            | UFC 220                                                   | 20. siječnja 2018.  | 5     | 5:00    |
| Pobjeda                                                                             | 17-2-0 | Junior dos Santos | tehnički nokaut (udarci šakama)                         | UFC 211                                                   | 14. svibnja 2017.   | 1     | 2:22    |
| Pobjeda                                                                             | 16-2-0 | Alistair Overeem  | nokaut (udaraci šakama)                                 | UFC 203                                                   | 10. rujna 2016.     | 1     | 4:27    |
| Pobjeda                                                                             | 15-2-0 | Fabricio Werdum   | nokaut (udarac šakom)                                   | UFC 198                                                   | 14. svibnja 2016.   | 1     | 2:47    |
| Pobjeda                                                                             | 14-2-0 | Andrei Arlovski   | tehnički nokaut (udarci šakama)                         | UFC 195                                                   | 3. siječnja 2016.   | 1     | 0:54    |
| Pobjeda                                                                             | 13-2-0 | Mark Hunt         | tehnički nokaut (udarci šakama)                         | UFC Fight Night 65                                        | 10. svibnja 2015.   | 5     | 2:47    |
| Poraz                                                                               | 12-2-0 | Junior dos Santos | sudačka odluka (jednoglasna)                            | UFC on Fox: dos Santos vs. Miocic                         | 13. prosinca 2014.  | 5     | 5:00    |
| Pobjeda                                                                             | 12-1-0 | Fabio Maldonado   | tehnički nokaut (udarci šakama)                         | The Ultimate Fighter Brazil 3 Finale: Miocic vs. Maldonad | 31. svibnja 2014.   | 1     | 0:35    |
| Pobjeda                                                                             | 11-1-0 | Gabriel Gonzaga   | sudačka odluka (jednoglasna)                            | UFC on Fox: Henderson vs. Thomson                         | 15. travnja 2014.   | 3     | 5:00    |
| Pobjeda                                                                             | 10-1-0 | Roy Nelson        | sudačka odluka (jednoglasna)                            | UFC 161                                                   | 15. lipnja 2013.    | 3     | 5:00    |
| Poraz                                                                               | 9-1-0  | Stefan Struve     | tehnički nokaut (udarci šakama)                         | UFC on Fuel TV: Struve vs. Miocic                         | 29. rujna 2012.     | 2     | 3:50    |
| Pobjeda                                                                             | 9-0-0  | Shane del Rosario | tehnički nokaut (udarci laktovima)                      | UFC 146                                                   | 26. travnja 2012.   | 2     | 3:14    |
| Pobjeda                                                                             | 8-0-0  | Philip De Fries   | nokaut (udarci šakama)                                  | UFC on Fuel TV: Sanchez vs. Ellenberger                   | 15. veljače 2012.   | 1     | 0:43    |
| Pobjeda                                                                             | 7-0-0  | Joey Beltran      | sudačka odluka (jednoglasna)                            | UFC 136on Fuel TV: Sanchez vs. Ellenberger                | 8. listopada 2011.  | 3     | 5:00    |
| Pobjeda                                                                             | 6-0-0  | Bobby Brents      | tehnički nokaut (predaja zbog udaraca nogom u nogu)     | NAAFS: Fight Night in the Flats 7                         | 4. lipnja 2011.     | 2     | 4:27    |
| Pobjeda                                                                             | 5-0-0  | William Penn      | nokaut (udarac šakom)                                   | NAAFS: Caged Vengeance 9                                  | 16. travnja 2011.   | 1     | 1:23    |
| Pobjeda                                                                             | 4-0-0  | Gregory Maynard   | tehnički nokaut (udaraci šakama)                        | NAAFS: Night of Champions 2010                            | 4. prosinca 2010.   | 2     | 1:43    |
| Pobjeda                                                                             | 3-0-0  | Jeremy Holm       | nokaut (udaraci šakama)                                 | NAAFS: Rock N Rumble 4                                    | 28. kolovoza 2010.  | 1     | 1:36    |
| Pobjeda                                                                             | 2-0-0  | Paul Barry        | tehnički nokaut (udarci šakama)                         | Moosin: God of Martial Arts                               | 21. travnja 2010.   | 2     | 1:32    |
| Pobjeda                                                                             | 1-0-0  | Corey Miullis     | tehnički nokaut (udarci šakama)                         | NAAFS: Caged Fury 9                                       | 20. veljače 2010.   | 1     | 0:17    |

## Priznanja

### Odličja
- 2025.: Red Danice hrvatske s likom Franje Bučara.[18]

## Privatni život
Miočić radi kao vatrogasni bolničar. Godine 2016. oženio se Ryan Marie Carney, a nakon pobjede na UFC-u 220 iz oktogona je najavio da će postati otac i da mu je to najvažnije. Njegova kći Meelah rođena je 2018. godine. Miočić razumije hrvatski jezik, ali ga ne govori tečno, pa ga zato i dalje uči.

## Vanjske poveznice

### Sestrinski projekti
|  | Zajednički poslužitelj ima još gradiva o temi Stipe Miocic |

### Mrežna mjesta
- (engl.) Službena mrežna stranica borca  Arhivirana inačica izvorne stranice od 25. studenoga 2020. (Wayback Machine)
- (engl.) Službena mrežna stranica Team Strong Style
- (engl.) Miočićev skor u MMA